# 쉬잉쭝
쉬잉쭝(許應騤, 허응종, 아명(兒名)은 쉬잉구이(許應揆, 허응규), 1830년 2월 3일 ~ 1903년 7월 22일)은 중국 청(淸) 왕조의 관료(官僚), 대신(大臣), 정치인, 무관(武官)이다.
자(字)는 쥔안(筠庵, 筠菴, 균암), 호(號)는 창더(昌德, 창덕)이다.

## 생애

### 소년기와 청년기
청나라 광둥성 광저우 부 판위 현에서 출생하였고 청나라 광둥성 산터우 부 청하이 현에서 잠시 유년기를 보낸 적이 있으며 1849년 청나라 관직에 천거되었고 이듬해 1850년 진사시에 급제하였다.

### 만년기
그는 1898년 3월 2일에서 1903년 1월 9일까지 중국 청나라 푸젠성 장군인 민저 총독(閩浙總督)을 지냈고 퇴임 후 6개월간 광둥 성 광저우 향리에서 와병하다가 같은 해 1903년 7월 22일을 기하여 향년 73세로 타계하였다.

## 후손
그의 손녀 쉬광핑(許廣平)은 훗날 중국공산당 전국인민정치협상회의 상임위원을 지낸 문필가이며 고손자 쉬사오슝(許紹雄)은 홍콩의 영화배우 겸 연기자로 활동하고 있다.

## 같이 보기
- 류융푸
- 탕징쑹
- 황페이훙
- 훠위안자